# Списак основних школа у Севернобанатском округу
Списак државних основних школа у Севернобанатском управном округу односно Граду Кикинда, општинама Ада, Чока, Кањижа, Нови Кнежевац и Сента.

## Град Кикинда
| Слика | Основна школа           | Адреса                             | Година оснивања | Ранији називи | Реф.   |
| ----- | ----------------------- | ---------------------------------- | --------------- | --- | ------ |
|       | ОМШ „Слободан Малбашки” | Светосавска 19, Кикинда            | 1953.           | | [ 1 ]  |
|       | ОШ „Фејеш Клара”        | Др Зорана Ђинђића 9, Кикинда       | 1812.           | Школа је снована 1812. године као Парохијална народна школа у склопу римокатоличке капеле. Од 1950—1951. године ради као осмогодишња школа под називом Осмолетка број 2. | [ 2 ]  |
|       | ОШ „Јован Поповић”      | Краља Петра I 63, Кикинда          | 1950.           | | [ 3 ]  |
|       | ОШ „Свети Сава”         | Немањина 27 б, Кикинда             | 1960.           | | [ 4 ]  |
|       | ОШ „Вук Караџић”        | Генерала Драпшина 3, Кикинда       | 1950.           | Школа је основана под именом Осмолетка бр. 2. Од 1952. године је преименована у Осмолетку Вук Караџић.                                                                   | [ 5 ]  |
|       | ОШ „Жарко Зрењанин”     | Београдска 8, Кикинда              |                 | | [ 6 ]  |
|       | ОШ „Ђура Јакшић”        | Светозара Милетића 16, Кикинда     | 1950.           | | [ 7 ]  |
|       | СОШ „6. октобар”        | Доситејева 53, Кикинда             | 1970.           | | [ 8 ]  |
|       | ОШ „Васа Стајић”        | Светог Саве 101, Мокрин            | 1963.           | | [ 9 ]  |
|       | ОШ „Глигорије Попов”    | Братства јединства 117, Руско Село | 1962.           | | [ 10 ] |
|       | ОШ „Иво Лола Рибар”     | Краља Петра I 42, Нови Козарци     | 1946.           | | [ 11 ] |
|       | ОШ „Славко Родић”       | Омладинска 4, Банатско Велико Село |                 | | [ 12 ] |
|       | ОШ „1. октобар”         | Војвођанска 65, Башаид             | 1973.           | | [ 13 ] |
|       | ОШ „Миливој Оморац”     | Миливоја Оморца, Иђош              |                 | | [ 14 ] |
|       | ОШ „Мора Карољ”         | Велика улица 71, Сајан             | 1965.           | | [ 15 ] |
|       | ОШ „Петар Кочић”        | Главна 50, Наково                  | 1960.           | | [ 16 ] |
|       | ОШ „Братство јединство” | Вука Караџића 20, Банатска Топола  | 1863.           | | [ 17 ] |

## Општина Ада
| Слика | Основна школа      | Адреса                 | Година оснивања | Ранији називи | Реф.   |
| ----- | ------------------ | ---------------------- | --------------- | ------------- | ------ |
|       | ОМШ „Барток Бела”  | Трг ослобођења 3а, Ада |                 |               | [ 18 ] |
|       | ОШ „Чех Карољ”     | Трг ослобођења 19, Ада |                 |               | [ 19 ] |
|       | ОШ „Новак Радонић” | Маршала Тита 82, Мол   |                 |               | [ 20 ] |

## Општина Чока
| Слика | Основна школа           | Адреса                      | Година оснивања | Ранији називи | Реф.   |
| ----- | ----------------------- | --------------------------- | --------------- | ------------- | ------ |
|       | ОШ „Јован Поповић”      | Бранка Радичевића 11, Чока  |                 |               | [ 21 ] |
|       | ОШ „Др Тихомир Остојић” | Маршала Тита 58, Остојићево |                 |               | [ 22 ] |
|       | ОШ „Серво Михаљ”        | Маршала Тита 45, Падеј      | 1966.           |               | [ 23 ] |

## Општина Кањижа
| Слика | Основна школа             | Адреса                    | Година оснивања | Ранији називи | Реф.   |
| ----- | ------------------------- | ------------------------- | --------------- | ------------- | ------ |
|       | Основна музичка школа     | Николе Тесле 2, Кањижа    | 1952.           |               | [ 24 ] |
|       | ОШ „Јован Јовановић Змај” | Школски трг 1, Кањижа     |                 |               | [ 25 ] |
|       | ОШ „Карас Каролина”       | Карасова 14, Хоргош       |                 |               | [ 26 ] |
|       | ОШ „Киш Ференц”           | Маршала Тита 9, Трешњевац |                 |               | [ 27 ] |

## Општина Нови Кнежевац
| Слика | Основна школа             | Адреса                                            | Година оснивања | Ранији називи | Реф.   |
| ----- | ------------------------- | ------------------------------------------------- | --------------- | ------------- | ------ |
|       | ОШ „Јован Јовановић Змај” | Краља Петра Првог Карађорђевића 13, Нови Кнежевац | 1975.           |               | [ 28 ] |
|       | Основна музичка школа     | Краља Петра Првог Карађорђевића 15, Нови Кнежевац | 1997.           |               | [ 29 ] |

## Општина Сента
| Слика | Основна школа         | Адреса                 | Година оснивања | Ранији називи | Реф.   |
| ----- | --------------------- | ---------------------- | --------------- | ------------- | ------ |
|       | ОШ „Стеван Сремац”    | Топартска 20, Сента    | 1975.           |               | [ 30 ] |
|       | ОМШ „Стеван Мокрањац” | Главна улица 36, Сента | 1946.           |               | [ 31 ] |